# Brasil nos Jogos Olímpicos de Inverno de 2018
O Brasil participou dos Jogos Olímpicos de Inverno de 2018, realizados em Pyeongchang, na Coreia do Sul. 
Foi a oitava aparição consecutiva do país em Olimpíadas de Inverno desde a sua estreia na edição de 1992, em Albertville. Diferente dos Jogos Olímpicos de Inverno de 2014, que teve a maior delegação da história com treze atletas, nesta edição foram nove os competidores brasileiros.

## Competidores
| Esporte             | Masculino | Feminino | Total |
| ------------------- | --------- | -------- | ----- |
| Bobsleigh           | 4         | 0        | 4     |
| Esqui alpino        | 1         | 0        | 1     |
| Esqui cross-country | 1         | 1        | 2     |
| Patinação artística | 0         | 1        | 1     |
| Snowboard           | 0         | 1        | 1     |
| Total               | 6         | 3        | 9     |

## Desempenho

### Bobsleigh
Masculino
| Atleta                                                               | Evento  | Final     | Final     | Final     | Final       | Final   | Final |
| Atleta                                                               | Evento  | Descida 1 | Descida 2 | Descida 3 | Descida 4   | Total   | Pos.  |
| -------------------------------------------------------------------- | ------- | --------- | --------- | --------- | ----------- | ------- | ----- |
| Édson Bindilatti Edson Martins                                       | Duplas  | 50.14     | 50.22     | 50.35     | Não avançou | 2:30.71 | 27º   |
| Édson Bindilatti Edson Martins Odirlei Pessoni Rafael Souza da Silva | Equipes | 49.75     | 49.94     | 49.80     | Não avançou | 2:29.49 | 23º   |

### Esqui alpino
Masculino
| Atleta        | Evento         | Descida 1 | Descida 2 | Total | Pos. |
| ------------- | -------------- | --------- | --------- | ----- | ---- |
| Michel Macedo | Slalom         | DNF       | DNF       | DNF   | DNF  |
| Michel Macedo | Slalom gigante | DNF       | DNF       | DNF   | DNF  |
| Michel Macedo | Super-G        |           |           | DNS   | DNS  |

### Esqui cross-country
Masculino
| Atleta        | Evento      | Tempo   | Pos. |
| ------------- | ----------- | ------- | ---- |
| Victor Santos | 15 km livre | 47:09.9 | 110º |

Feminino
| Atleta           | Evento      | Tempo   | Pos. |
| ---------------- | ----------- | ------- | ---- |
| Jaqueline Mourão | 10 km livre | 30:50.3 | 74º  |

### Patinação artística
| Atleta           | Evento              | Programa curto | Programa curto | Programa livre | Programa livre | Total  | Total |
| Atleta           | Evento              | Pontos         | Pos.           | Pontos         | Pos.           | Pontos | Pos.  |
| ---------------- | ------------------- | -------------- | -------------- | -------------- | -------------- | ------ | ----- |
| Isadora Williams | Individual feminino | 55.74          | 17º            | 88.44          | 24º            | 144.18 | 24º   |

### Snowboard
Feminino
| Atleta               | Evento          | Preliminar | Preliminar | Quartas     | Semifinal   | Final       | Final       |
| Atleta               | Evento          | Tempo      | Pos.       | Posição     | Posição     | Posição     | Pos.        |
| -------------------- | --------------- | ---------- | ---------- | ----------- | ----------- | ----------- | ----------- |
| Isabel Clark Ribeiro | Snowboard cross | DNS        | DNS        | Não avançou | Não avançou | Não avançou | Não avançou |

Legenda
| Recorde mundial      | Recorde mundial (World record)               |                       | Recorde africano                      | Recorde africano (African) |                                           | Q | Classificado por posição (Qualified) |
| Recorde olímpico     | Recorde olímpico (Olympic record)            | Recorde da América    | Recorde da América (Americas)         | q                          | Classificado por melhor tempo (Qualified) |   |                                      |
| Melhor marca do ano  | Melhor marca do ano (World leading)          | Recorde asiático      | Recorde asiático (Asian)              | DNS                        | Não largou (Did not start)                |   |                                      |
| Recorde nacional     | Recorde nacional (National record)           | Recorde europeu       | Recorde europeu (European)            | DNF                        | Não terminou (Did not finish)             |   |                                      |
| Recorde pessoal      | Recorde pessoal do atleta (Personal best)    | Recorde da Oceania    | Recorde da Oceania (Oceania)          | DSQ / DQ                   | Desclassificado (Disqualified)            |   |                                      |
| Recorde da temporada | Recorde da temporada do atleta (Season best) | Recorde sul-americano | Recorde sul-americano (South America) | NM                         | Sem marca (No mark)                       |   |                                      |